# Scolopendra violacea
Scolopendra violacea är en mångfotingart som beskrevs av Johan Christian Fabricius 1798. Scolopendra violacea ingår i släktet Scolopendra och familjen Scolopendridae. Inga underarter finns listade i Catalogue of Life.